# Eneco Tour 2007
El Tour del Benelux 2007 fou la tercera edició del Tour del Benelux i es disputà entre el 22 i el 29 d'agost de 2007 sobre una distància de 1.134,1 km repartits entre un pròleg i 7 etapes, una d'elles contrarellotge individual.
El vencedor final fou l'espanyol José Iván Gutiérrez (Caisse d'Epargne) que s'imposà per tan sols onze segons a l'escocès David Millar (Saunier Duval-Prodir). En tercera posició acabà el suec Gustav Erik Larsson (Unibet.com).
En les classificacions secundàries Mark Cavendish (T-Mobile Team) guanyà la classificació per punts i el Quick Step-Innergetic s'adjudicà la classificació per equips.

## Equips participants
| N.      | Codi | Equip                 |
| ------- | ---- | --------------------- |
| 1-8     | GST  | Gerolsteiner          |
| 11-18   | DSC  | Discovery Channel     |
| 21-28   | LIQ  | Liquigas              |
| 31-37   | FDJ  | Française des Jeux    |
| 41-48   | RAB  | Rabobank              |
| 51-57   | LAM  | Lampre-Fondital       |
| 61-68   | QSI  | Quick Step-Innergetic |
| 71-78   | PRL  | Predictor-Lotto       |
| 81-88   | BTL  | Bouygues Télécom      |
| 91-98   | CSC  | Team CSC              |
| 101-108 | TMO  | T-Mobile Team         |

| N.      | Codi | Equip                          |
| ------- | ---- | ------------------------------ |
| 111-118 | GCE  | Caisse d'Epargne               |
| 121-128 | SDV  | Saunier Duval-Prodir           |
| 131-137 | C.A  | Crédit Agricole                |
| 141-148 | COF  | Cofidis                        |
| 151-158 | A2R  | AG2R Prévoyance                |
| 161-168 | UNI  | Unibet.com                     |
| 171-178 | MRM  | Team Milram                    |
| 181-188 | EUS  | Euskaltel-Euskadi              |
| 191-198 | SKS  | Skil-Shimano                   |
| 201-208 | JAC  | Chocolade Jacques-Topsport Vl. |

## Recorregut i etapes
| Etapes   | Data       | Recorregut                                  | Km         | Vencedor d'etapa   | Líder de la general |
| -------- | ---------- | ------------------------------------------- | ---------- | ------------------ | ------------------- |
| Pròleg   | 22 d'agost | Hasselt (BEL)                               | 5,1 (CRI)  | Michiel Elijzen    | Michiel Elijzen     |
| 1a etapa | 23 d'agost | Waremme (BEL) - Eupen (BEL)                 | 189,5      | Nick Nuyens        | Nick Nuyens         |
| 2a etapa | 24 d'agost | Anvers (BEL) - Knokke-Heist (BEL)           | 199,1      | Mark Cavendish     | Nick Nuyens         |
| 3a etapa | 25 d'agost | Knokke-Heist (BEL) - Putte (BEL)            | 170,8      | Robbie McEwen      | Nick Nuyens         |
| 4a etapa | 26 d'agost | Maldegem (NED) - Terneuzen (NED)            | 182,7      | Wouter Weylandt    | Nick Nuyens         |
| 5a etapa | 27 d'agost | Terneuzen (NED) - Nieuwegein (NED)          | 179,9      | Luciano Pagliarini | Nick Nuyens         |
| 6a etapa | 28 d'agost | Beek (NED) - Landgraaf (NED)                | 177,4      | Pablo Lastras      | Thomas Dekker       |
| 7a etapa | 29 d'agost | Sittard-Geleen (NED) - Sittard-Geleen (NED) | 29,6 (CRI) | Sébastien Rosseler | José Iván Gutiérrez |

## Classificacions finals

### Classificació general
| Pos.           | Ciclista              | Equip                 | Temps       |
| -------------- | --------------------- | --------------------- | ----------- |
| Mallot vermell | José Iván Gutiérrez   | Caisse d'Epargne      | 26h 05' 44" |
| 2              | David Millar          | Saunier Duval-Prodir  | + 11"       |
| 3              | Gustav Erik Larsson   | Unibet.com            | + 1' 05"    |
| 4              | Leif Hoste            | Predictor-Lotto       | + 1' 12"    |
| 5              | Thomas Dekker         | Rabobank              | + 1' 15"    |
| 6              | Vladímir Gússev       | Discovery Channel     | + 1' 17"    |
| 7              | Bram Tankink          | Quick Step-Innergetic | + 1' 32"    |
| 8              | Sébastien Rosseler    | Quick Step-Innergetic | + 1' 33"    |
| 9              | Paul Martens          | Skil-Shimano          | + 1' 34"    |
| 10             | Jurgen Van Den Broeck | Predictor-Lotto       | + 1' 34"    |

| Pos.         | Ciclista           | Equip                | Punts |
| ------------ | ------------------ | -------------------- | ----- |
| Mallot blanc | Mark Cavendish     | T-Mobile Team        | 74    |
| 2            | Luciano Pagliarini | Saunier Duval-Prodir | 30    |
| 3            | Pablo Lastras      | Caisse d'Epargne     | 51    |

|   | Equip                 | País          | Temps       |
| - | --------------------- | ------------- | ----------- |
| 1 | Quick Step-Innergetic | Bèlgica       | 78h 21' 52" |
| 2 | Predictor-Lotto       | Bèlgica       | + 18"       |
| 3 | Rabobank ProTeam      | Països Baixos | + 27"       |

## Evolució de les classificacions
| Etapa | Vencedor           | Classificació general | Classificació per punts | Classificació per equips |
| ----- | ------------------ | --------------------- | ----------------------- | ------------------------ |
| P     | Michiel Elijzen    | Michiel Elijzen       | no entregat             | Cofidis                  |
| 1     | Nick Nuyens        | Nick Nuyens           | Nick Nuyens             | Predictor-Lotto          |
| 2     | Mark Cavendish     | Nick Nuyens           | Nick Nuyens             | Predictor-Lotto          |
| 3     | Robbie McEwen      | Nick Nuyens           | Mark Cavendish          | Predictor-Lotto          |
| 4     | Wouter Weylandt    | Nick Nuyens           | Mark Cavendish          | Predictor-Lotto          |
| 5     | Luciano Pagliarini | Nick Nuyens           | Mark Cavendish          | Predictor-Lotto          |
| 6     | Pablo Lastras      | Thomas Dekker         | Mark Cavendish          | Predictor-Lotto          |
| 7     | Sébastien Rosseler | Iván Gutiérrez        | Mark Cavendish          | Quick Step-Innergetic    |
| Final | Final              | Iván Gutiérrez        | Mark Cavendish          | Quick Step-Innergetic    |